# Znouzectnost
Znouzectnost (hovorově Znouze, zkratkou ZNC) je česká hudební skupina z Plzně.
Začínala jako skupina ovlivněná punkovou jednoduchostí, ale od prvních nahrávek zařazovala do svého repertoáru i písně náležící k jiným hudebním stylům. Vystupují výhradně s vlastní, autorskou tvorbou.
Kapela byla založena roku 1986 členy v té době již nehrajících skupin Zastávka Mileč a Kuličkové Ložisko. Zakládající členové byli Petr Škabrada („Déma“, kytara), Rudolf Procházka („Jožžin“, bicí) a Caine (dvoutónová kytara). Čtvrtým členem kapely se stal Oldřich Neumann („Golda“, baskytara). Jejich společné první veřejné vystoupení se odehrálo 26. listopadu 1986 ve vysokoškolském klubu OKO v Plzni. Po tragickém úmrtí Jožžina (sebevražda v roce 1987) se Caine přesouvá k bicí soupravě a kapela pokračuje ve tříčlenné sestavě. Mezi lety 1988 a 2009 se základní sestavou vystupují různí hudebníci a od roku 2010 kapela koncertuje téměř výhradně ve třech.

## Obsazení

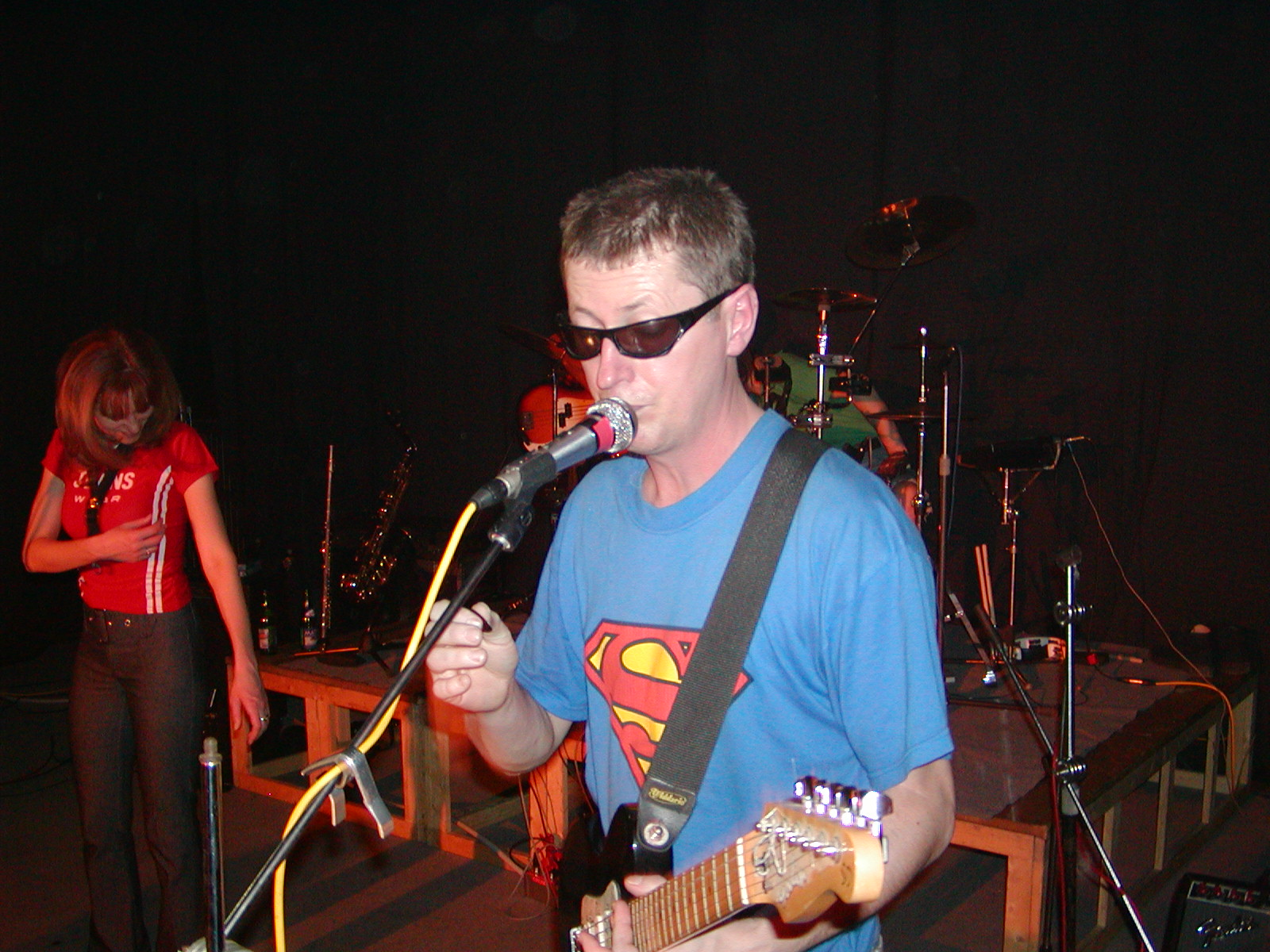
„Déma“ (Petr Škabrada)
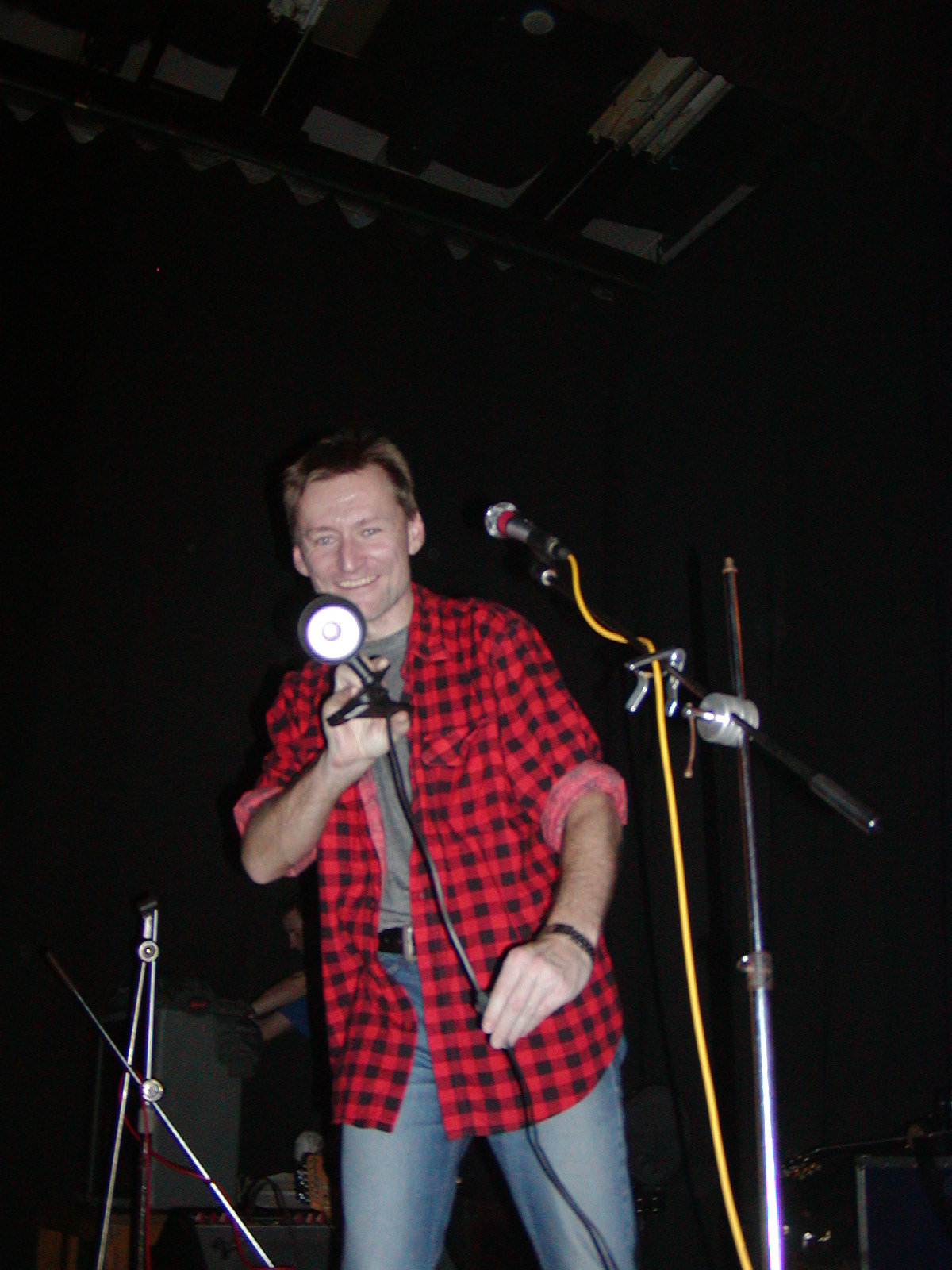
„Golda“ (Oldřich Neumann)
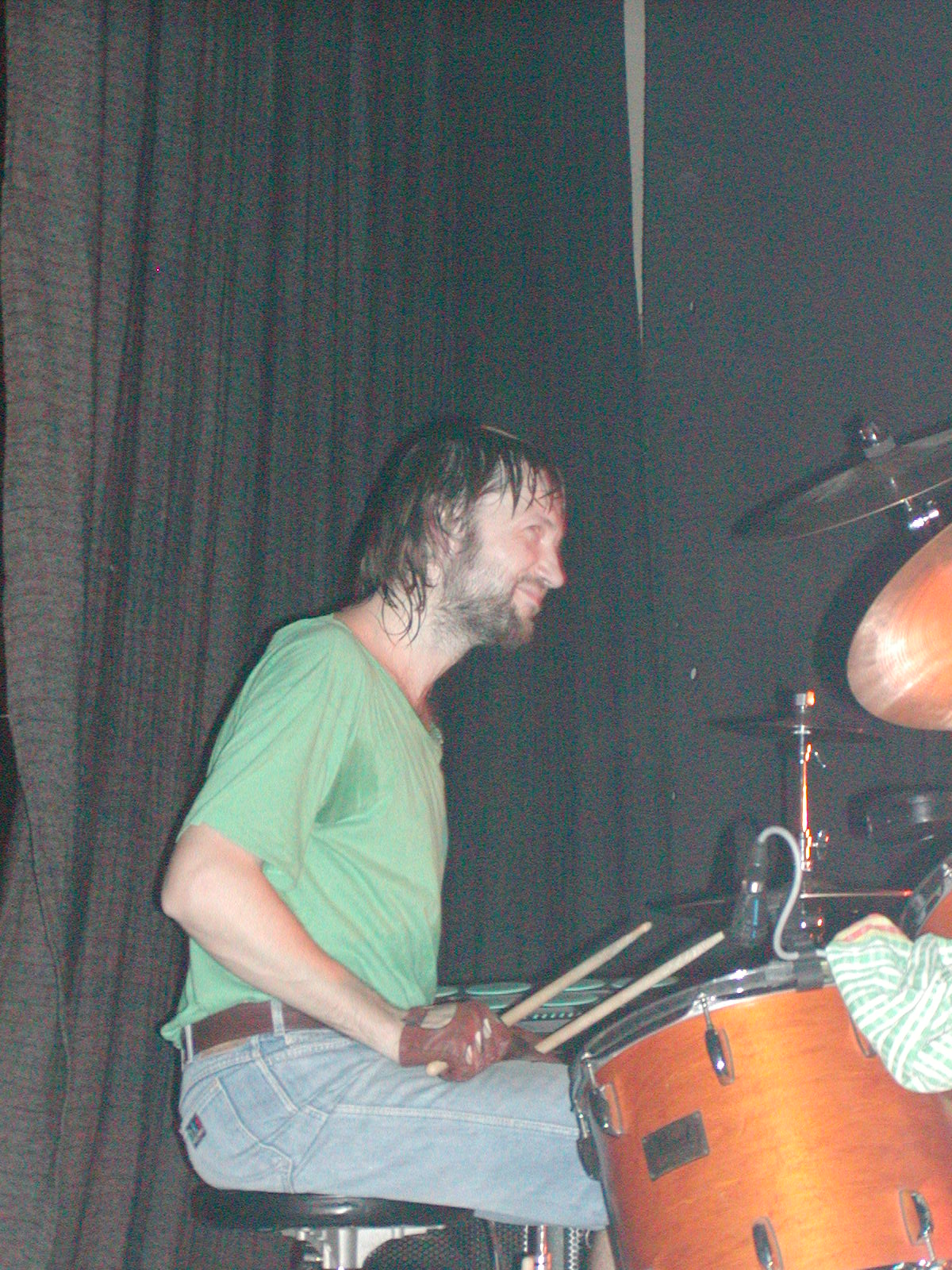
Caine
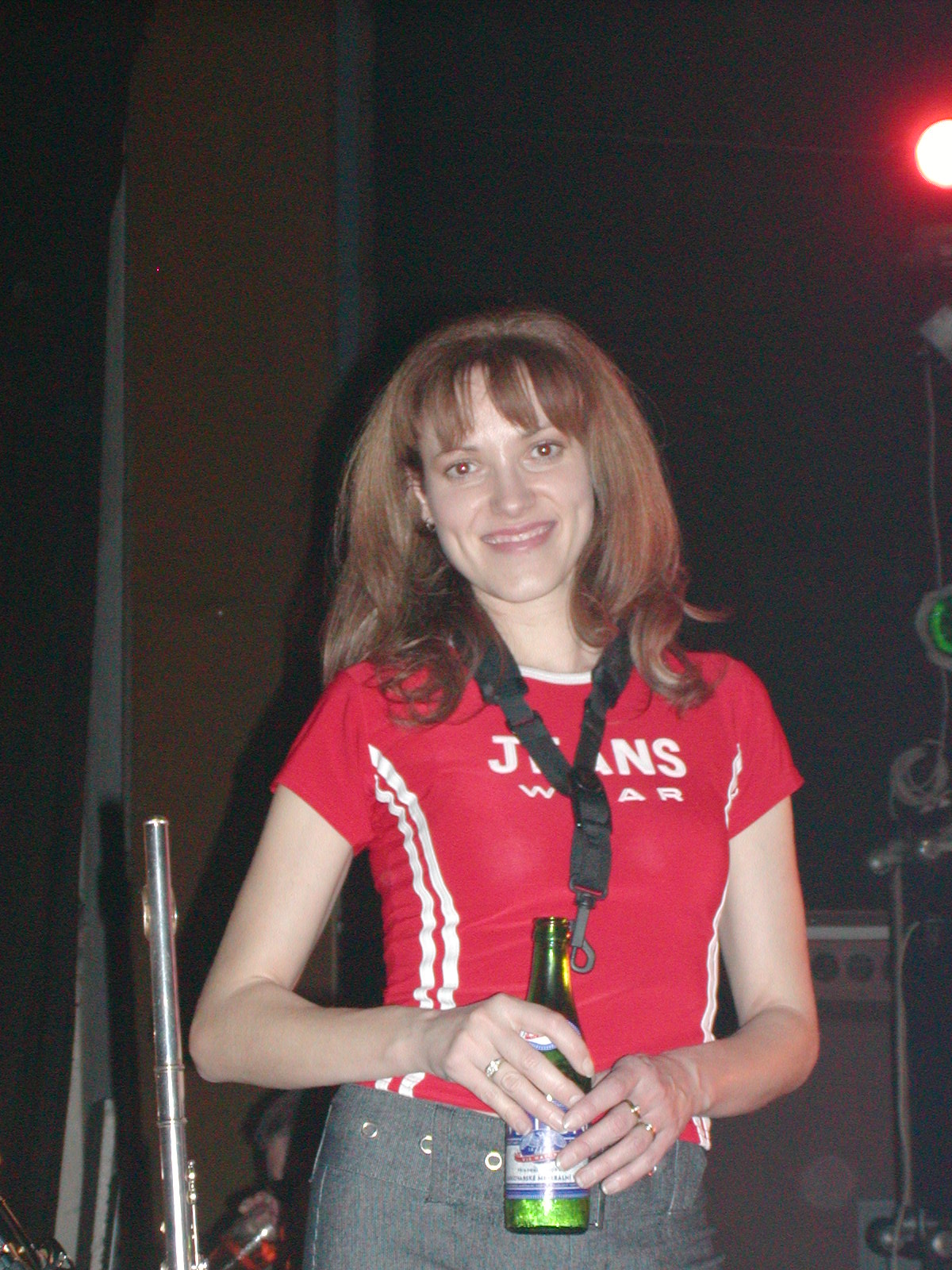
Romana Neumannová

### Členové skupiny
- „Déma“ (Petr Škabrada) – elektrická kytara, zpěv (působí také v akustické kapele Démophobia)[3]
- „Golda“ (Oldřich Neumann) – baskytara, zpěv
- „Caine“ – bicí, zpěv (působí i sólově)

### Bývalí členové / hosté
Uvedeno vždy datum prvního a posledního společného koncertu
- „Jožžin“ – bicí (29. listopad 1986 – 25. září 1987)
- „Bowí“ – kytara, zpěv (10. září 1988 – 17. duben 1989)
- „Renka“ – zpěv (10. září 1988 – 12. prosinec 1988)
- „Ema“ – saxofon, zpěv (17. prosinec 1988 – 2. říjen 1993)[pozn. 1][zdroj?]
- Přemysl Haas – kytara, zpěv (2. listopad 1993 – 31. srpen 1996)[pozn. 2][zdroj?]
- Romana Neumannová (Kohoutová) – saxofon, příčná flétna, zpěv (cca 1995–2010)
- Michal Röhrich – elektrická kytara, zpěv (cca 1996–2009)

## Diskografie
- Vítejte v blázinci, hraje vám Znouzectnost (1987)
- Happy X-mas (1988)
- Obludný Neználek (1989; 1999 (CD))
- Odrhovačky a baladajky (1990; 1997 (CD))
- Ukolébavky pro ne(v)hodné loutky (1992)
- Mé království (1993)
- Folcore (1994)
- Kapitán Mlíko (1996)
- Bomboniéra! (1998)
- Písně instantního štěstí (2000)
- Tvrdí kluci nepláčou! (2002)
- Ad Astra (2005)
- Heavy Model aneb srdce pro Anubise (2008)
- Beat simplicitas (2014)
- The End...? (2024)

## Sólové projekty členů
- Déma a Přemysl Haas - Démophobia - Plzeňské pověsti, 1995
- Caine - Caine 96, 1996 demo, vyšlo na Caine - Tajemství na dálku stačí
- Déma a Michal Röhrich - Démophobia - Vycpávky, 1999
- Caine - Caine - Tajemství na dálku stačí, 2CD; 2003 obsahuje mj. demo Caine 96
- Caine - Caine - Myšionáři + Caine a Rusová živě 2CD, 2005
- Déma a Michal Röhrich - Démophobia - Mlýnek, 2007
- Caine - Pro jediný vlas víly, 2007
- Caine - Nadosah, 2010
- Déma - Démophobia - Třetí poloha, 2016